# سیارک ۹۴۸۱
سیارک ۹۴۸۱ (به انگلیسی: 9481 Menchu، نامگذاری:2559P-L) نه هزار و چهارصد و هشتاد و یکمین سیارک کشف شده‌است که در ۲۴ سپتامبر ۱۹۶۰ کشف شد.
قدر مطلق سیارک برابر ۱۴٫۰۰ است.